# The Hooters
Gli Hooters sono un gruppo musicale rock statunitense di Filadelfia.
Nati nel 1980, conobbero una prima stagione terminata nel 1995; successivamente si sono riformati nel 2001.

## Storia
Si formarono nel 1980 sulla scena di Filadelfia.
Ottennero il loro primo grande contratto con la Columbia Records nel 1984.

## Membri
- Eric Bazilian (1980-): Vocals, Guitar, Mandolin, Wind Instruments
- Rob Hyman (1980-): Lead Vocals, Accordion, Keyboards
- David Uosikkinen (1980-): Drums, Percussion
- John Lilley (1983-): Guitar, Background Vocals
- Fran Smith, Jr. (1987-presente): Bass Guitar, Vocals
- Bobby Woods (1980-83): Bass Guitar
- John Kuzma (1980-83): Guitar
- Andy King (1984-87): Bass Guitar, Vocals
- Rob Miller (1983-84): Bass Guitar, Vocals
- Mindy Jostyn (1992-93) (deceduto): Violin, Harmonica, Vocals

## Discografia

### Album in studio
- 1983 - Amore
- 1985 - Nervous Night
- 1987 - One Way Home
- 1989 - Zig Zag
- 1993 - Out of Body
- 2007 - Time Stand Still
- 2010 - Five by Five: EP

### Album dal vivo
- 1994 - The Hooters Live
- 2008 - Both Sides Live

### Compilation
- 1992 - Greatest Hits
- 1994 - Greatest Hits Vol.2
- 1996 - Hooterization: A Retrospective
- 2001 - Super Hits

### Singoli
- 1981 - Fightin' on the Same Side
- 1982 - All You Zombies
- 1984 - Hanging on a Heartbeat
- 1985 - All You Zombies
- 1985 - And We Danced
- 1986 - Day by Day
- 1986 - Where Do the Children Go
- 1987 - Johnny B
- 1987 - Satellite
- 1988 - Karla with a K
- 1988 - Engine 999
- 1989 - 500 Miles
- 1990 - Brother, Don't You Walk Away
- 1990 - Heaven Laughs
- 1990 - Don't Knock It 'Til You Try It
- 1990 - Give the Music Back
- 1990 - Silent Night
- 1993 - Twenty Five Hours a Day
- 1993 - Boys Will Be Boys
- 1994 - Private Emotion
- 1995 - Satellite '95
- 2008 - Time Stand Still
- 2010 - Five by Five EP